# Kay Axhausen

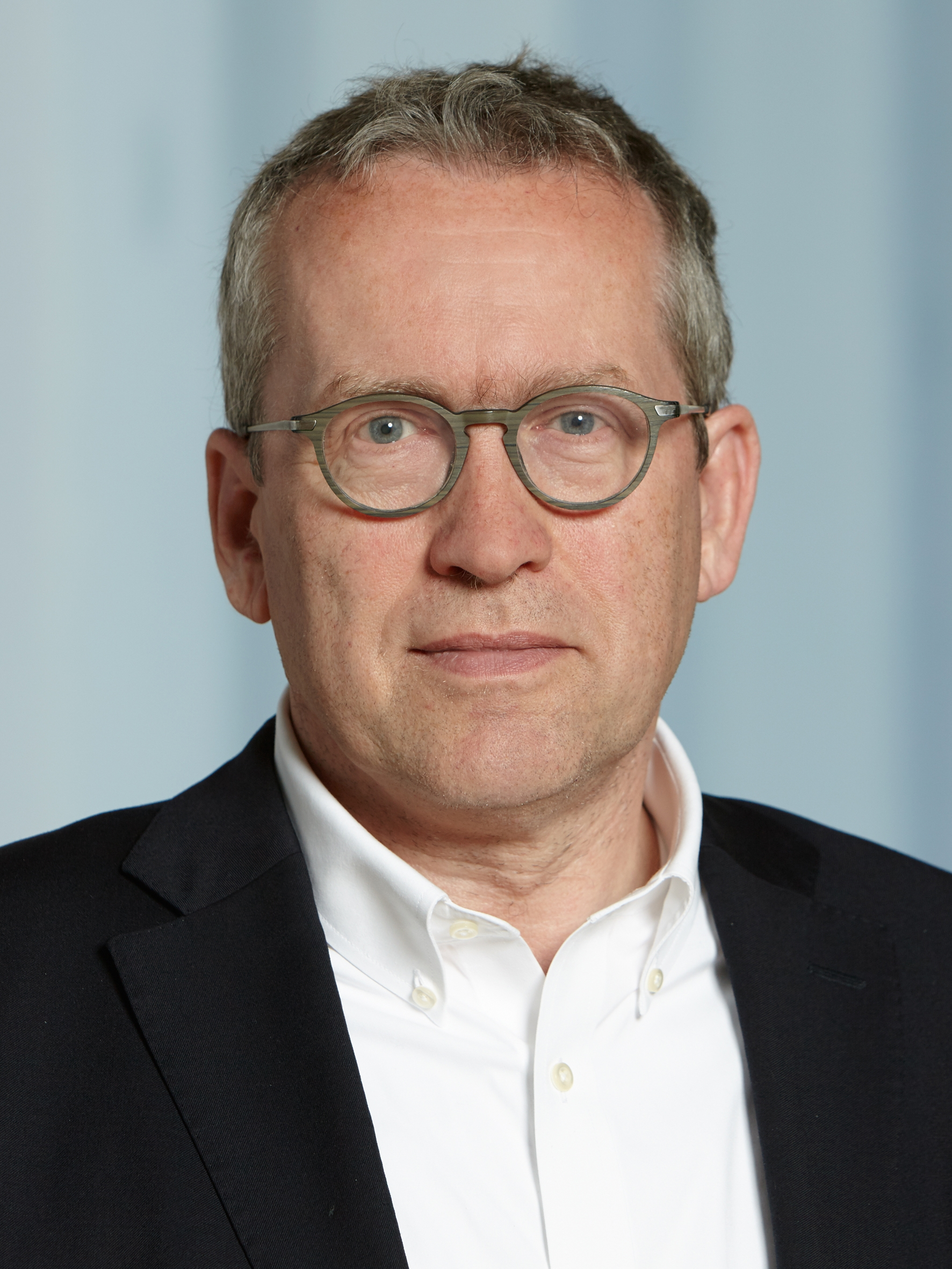
Kay W. Axhausen (2019)

Kay Werner Axhausen (* 8. Oktober 1958 in Heidelberg) ist ein emeritierter Professor, Autor und Lehrstuhlinhaber für Verkehrsplanung und Transportsysteme (IVT) an der ETH Zürich. Vor seiner Tätigkeit an der ETH arbeitete er an der Universität Innsbruck, dem Imperial College London und der University of Oxford.

## Ausbildung und Beruf
Kay W. Axhausen erwarb 1984 einen Master an der University of Wisconsin–Madison und 1988 einen Doktorgrad in Bau- und Umweltingenieurwesen an der Universität Karlsruhe (heute Karlsruher Institut für Technologie). 1989 ging er als Wissenschaftlicher Mitarbeiter an die University of Oxford und wechselte 1991 als Dozent ans Imperial College of Science, London.
Von 1995 bis 1999 fungierte er als Professor an der Leopold-Franzens-Universität Innsbruck und ist seit 1999 Professor am Institut für Verkehrsplanung und Transportsysteme der ETH Zürich. Seit 2004 unterstützt er das Projekt MATSim (Multi Agent Transport Simulation), ein auf Agenten basierendes Transportsimulations-Toolkit. Seit 2014 ist er zudem Chefredakteur des Fachjournals Transportation. 2020 verlieh Dänemarks Technische Universität ihm die Ehrendoktorwürde. 2024 wurde Axhausen zum Mitglied der Deutschen Akademie der Technikwissenschaften gewählt.
Sein Interesse gilt hauptsächlich dem Mobilitätsverhalten und der Transportplanung. So widmete er sich dem Forschungsprojekt MOBIS-COVID-19, bei welchem das durch Einschränkungen veränderte Mobilitätsverhalten während der Corona-Pandemie in der Schweiz erforscht wird. das Projekt zeigt, wie sich die Krise auf die Mobilität und das Alltagsleben auswirkt und trägt auch zur Erforschung der Übertragungswege und mögliche Ausbreitung des Virus bei.

## Forschungsprojekte (Auswahl)
2002 veröffentlichte Axhausen seine Studien aus dem Projekt Mobidrive, ein über sechs kontinuierliche Wochen durchgeführtes Reisetagebuch zur Analyse des regelmäßigen Mobilitätsverhaltens der teilnehmenden Probanden. Das Projekt wurde vom Bundesministerium für Bildung und Forschung finanziert und wurde in Karlsruhe und Halle durchgeführt. Mit diesem Projekt wurde der Versuch unternommen, eine umfassende Analyse und Erklärung der Veränderungsprozesse im Verkehrsverhalten durchzuführen und zur Optimierung herkömmlicher verkehrsplanerischer Maßnahmen beizutragen.
2013 führte Axhausen zusammen mit Lijung Sun eine einwöchige Studie in Singapur durch wie häufig und auf welchen Strecken Personen den öffentlichen Bus benutzen und wie oft und wie lange diese dort auf dieselben Personen treffen. Man fand heraus, dass das soziale Netzwerk vertrauter Fremder größer als erwartet ist und somit das Potenzial, dass zwei solcher vertrauter Fremder tatsächlich in Kontakt treten größer ist. Die Studie zeigt auch auf, wie schnell Infektionen auf diesem Wege in einer Stadt verbreitet werden können.
2017 wurde eine Studie veröffentlicht, welche aufzeigt, dass je höher die Bildung eines Einzelnen ist, desto länger der Arbeitsweg ist, da die Person eher eine Arbeitsstelle mit höherem Gehalt, aber weiter vom Wohnort entfernt annimmt als Personen mit niedrigeren Verdienstmöglichkeiten. Zudem wechseln Personen mit höherer Ausbildung häufiger ihre Arbeitsstelle, um sich stets weiterbilden zu können. Außerdem zeigt die Studie, dass dies Männer häufiger betrifft als Frauen, da diese sich mehr der Erziehung und dem Haushalt widmen und daher öfter Pausen in ihrem Berufsweg einlegen.

## Publikationen und Werke (Auswahl)
- Axhausen, K.W. (2008) Accessibilities: Long-term perspectives, Journal of Transport and Land Use, 1 (2) 5-22, doi:10.3929/ethz-b-000122557.
- Axhausen, K.W., A. Zimmermann, S. Schönfelder, G. Rindsfüser and T. Haupt (2002) Observing the rhythms of daily life: A six-week travel diary, Transportation, 29 (2) 95-124, doi:10.1023/A:1014247822322.
- Axhausen, K.W., S. Hess, A. König, G. Abay, J.J. Bates and M. Bierlaire (2008) Income and distance elasticities of values of travel time savings: New Swiss results, Transport Policy, 15 (3) 173-185, doi:10.3929/ethz-b-000009430.
- Bösch, P.M., F. Becker, H. Becker, K.W. Axhausen (2018) Cost-based analysis of autonomous mobility services, Transport Policy, 64, 76-91, doi:10.3929/ethz-b-000184754.
- Hörl, S., F. Becker and K.W. Axhausen (2021) Simulation of price, customer behaviour and system impact for a cost-covering automated taxi system in Zurich, Transportation Research Part C: Emerging Technologies, 123, 102974, doi:10.3929/ethz-b-000451099.
- Horni, A., K. Nagel and K.W. Axhausen (2016) The Multi-Agent Transport Simulation MATSim, Ubiquity Press, London, doi:10.3929/ethz-b-000113280.
- Kowald, M. and K.W. Axhausen (eds.) (2015) Social Networks and Travel Behaviour, Ashgate, Farnham. ISBN 9780367668839.
- Larsen, J., J. Urry and K.W. Axhausen (2006) Mobilities, Networks, Geographies, Ashgate, Aldershot, ISBN 978-0-7546-4882-6.
- Loder, A., L. Ambühl, M. Menendez and K.W. Axhausen (2017) Empirics of multimodal traffic networks - Using the 3D macroscopic fundamental diagram, Transportation Research Part C, 82, 88-101, doi:10.3929/ethz-b-000166603.
- Loder, A., L. Ambühl, M. Menendez and K.W. Axhausen (2019) Understanding traffic capacity of urban networks, Scientific Reports, 9, 16283, doi:10.3929/ethz-b-000376506.
- Schönfelder, S. and K.W. Axhausen (2010) Urban Rhythms and Travel Behaviour: Spatial and Temporal Phenomena of Daily Travel, Ashgate, Farnham, ISBN     978-1-138-27441-9.
- Schüssler, N. and K.W. Axhausen (2009) Processing GPS raw data without additional information, Transportation Research Record, 2105, 28–36, doi:10.3929/ethz-a-005652342.
- Sun, L., K.W. Axhausen, D.-H. Lee and X. Huang (2013) Understanding metropolitan patterns of daily encounters, Proceedings of the National Academy of Sciences of the United States of America, 110 (34) 13774–13779, doi:10.3929/ethz-b-000068061.